# Malšova Lhota

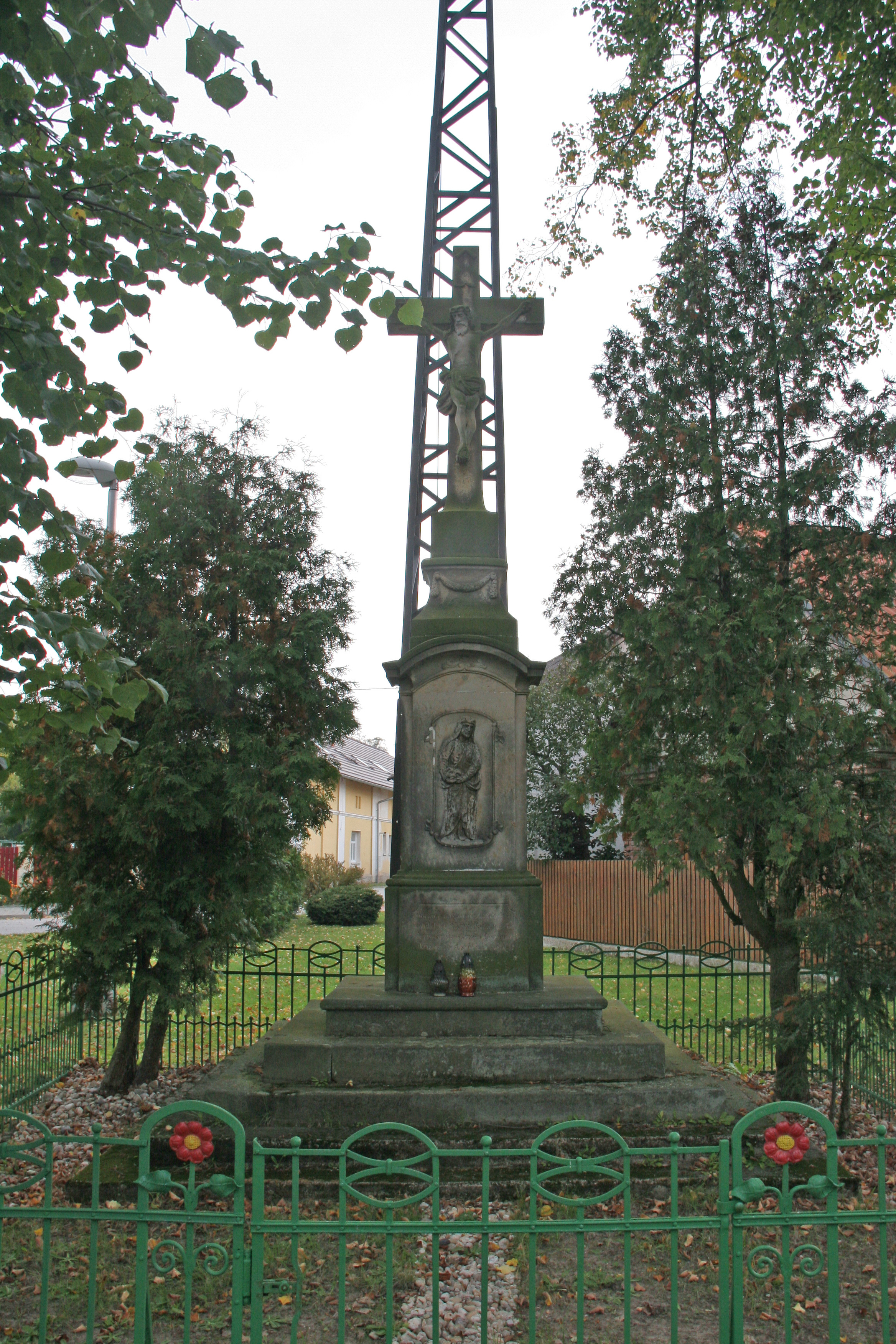
Kreuz auf dem Dorfplatz

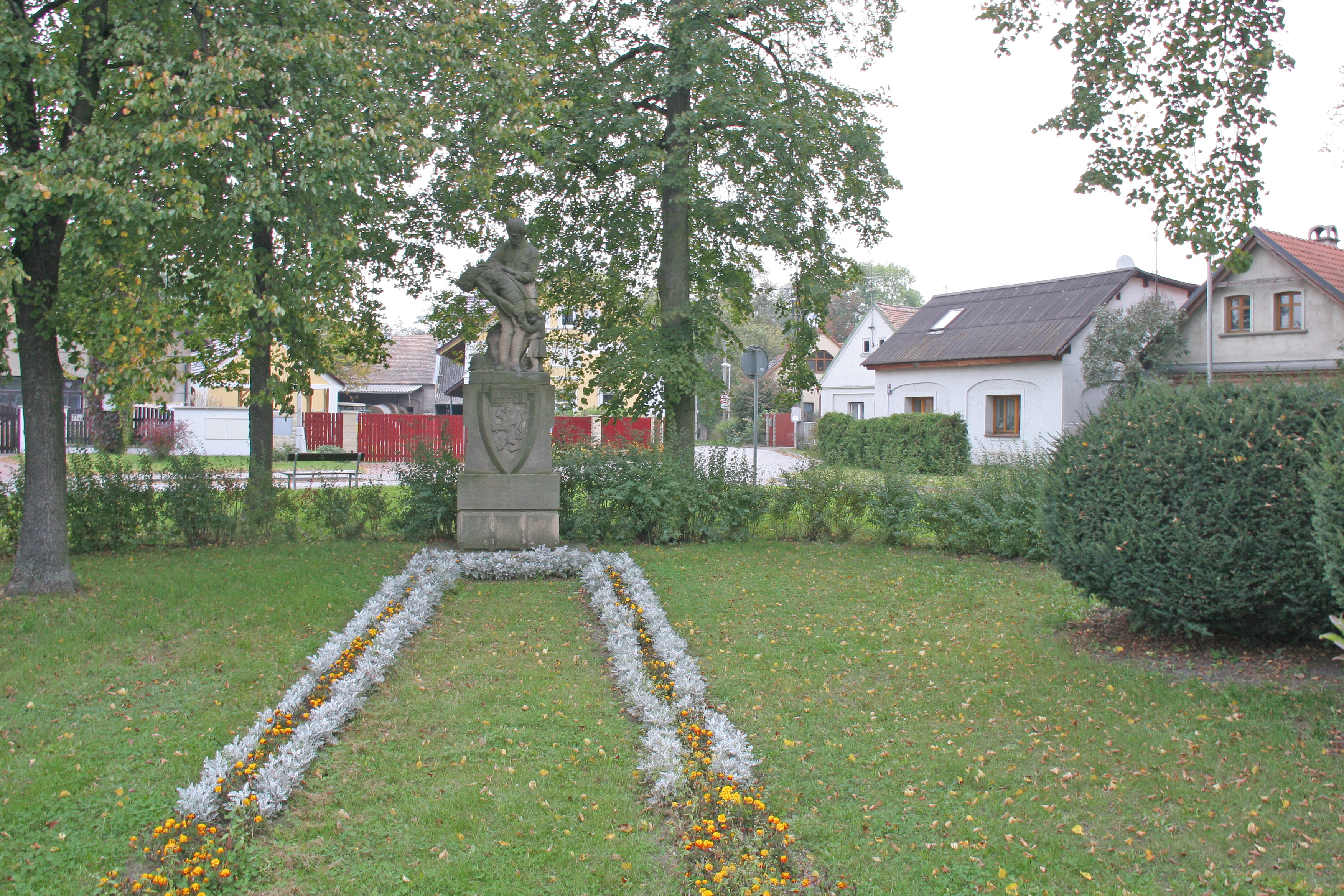
Gefallenendenkmal

Malšova Lhota (deutsch Lhota Malschowa, 1939–45 Malschhotten) ist ein Ortsteil der Stadt Hradec Králové in Tschechien. Er liegt vier Kilometer östlich des Stadtzentrums von Hradec Králové und gehört zum Okres Hradec Králové.

## Geographie
Malšova Lhota befindet sich linksseitig der Orlice in den Orlické nivy (Adlerauen). Östlich des Dorfes fließt der Bach Stříbrný potok zur Orlice, dahinter liegt der Teich Stříbrný rybník. Nördlich erstreckt sich der Naturpark Orlice, südlich der Königgrätzer und der Smiřicer Forst.
Nachbarorte sind Kociánovice und Slatina im Norden, Koš und Svinárky im Nordosten, Svinary und U Hájenky im Osten, Běleč nad Orlicí, Osada Kováků und Bělečko im Südosten, Hoděšovice, Býšť, Hrachoviště und Borek im Süden, Nový Hradec Králové im Südwesten, Nové Domky, Náhon und Malšovice im Westen sowie Slezské Předměstí im Nordwesten.

## Geschichte
Die erste schriftliche Erwähnung von Lhota za Malšovicemi erfolgte 1525 als Vladikensitz. Wenig später wurde der Ort als Lhota Malšová bezeichnet. Die Feste erlosch noch im 16. Jahrhundert und das Dorf wurde der Stadt Hradec Králové untertänig. Im Jahre 1617 brannte das gesamte Dorf nieder. Nach dem Dreißigjährigen Krieg lag Lhota Malšová wüst. 1789 standen in Lhota Malschowa 25 Häuser.
Im Jahre 1836 bestand das im Königgrätzer Kreis gelegene Dorf Lhota Malschowa aus 32 Häusern mit 208 Einwohnern. Im Ort gab es ein Wirtshaus. Eingepfarrt war das Dorf zur Königgrätzer Dechanteikirche. Bis zur Mitte des 19. Jahrhunderts blieb Lhota Malschowa der k.k. Herrschaft Königgrätz untertänig.
Nach der Aufhebung der Patrimonialherrschaften bildete Malšova Lhota ab 1849 mit dem Ortsteil Náhon eine Gemeinde im Gerichtsbezirk Königgrätz. Ab 1868 gehörte die Gemeinde zum Bezirk Königgrätz. Im Jahre 1872 erfolgte der Bau eines hölzernen Schulhauses, in dem auch die Kinder aus Malšovice, Náhon und Svinary unterrichtet wurden. Zu Beginn des 20. Jahrhunderts wurde das Dorf als Malšová Lhota bezeichnet. 1905 wurde östlich des Dorfes ein Friedhof angelegt, der 1919 erweitert wurde. Der Ortsteil Náhon wurde in den 1920er Jahren nach Malšovice umgemeindet. Die Freiwillige Feuerwehr Malšova Lhota konstituierte sich 1930. 1949 wurde Malšova Lhota dem Okres Hradec Králové-okolí zugeordnet; dieser wurde im Zuge der Gebietsreform von 1960 aufgehoben, seitdem gehört das Dorf zum Okres Hradec Králové. Die ersten Erholungsobjekte am Stříbrný rybník entstanden in den 1960er Jahren. Am 1. Januar 1976 erfolgte die Eingemeindung in die Stadt Hradec Králové. Am 3. März 1991 hatte der Ort 518 Einwohner; beim Zensus von 2001 lebten in den 174 Wohnhäusern von Malšova Lhota 526 Personen.

## Ortsgliederung
Der Ortsteil Malšova Lhota bildet einen Katastralbezirk.

## Sehenswürdigkeiten
- Baggersee Stříbrný rybník, die ehemalige Kiesgrube ist heute ein Sport- und Naherholungsgebiet mit Campingplatz, Bootsverleih, Seilgarten und Ferienhaussiedlungen
- Steinernes Kreuz auf dem Dorfplatz
- Glockentürmchen auf dem Dorfplatz, es besteht aus einer geschweißten Stahlrahmenkonstruktion mit Blechdach[7]
- Gefallenendenkmal
- Adlerauen mit zahlreichen abgeworfenen Flußarmen, die Aulandschaft bildet den Naturpark Orlice